# 불도장

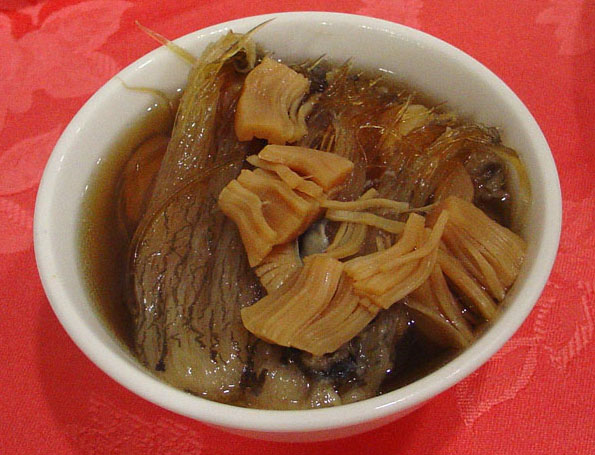
불도장 (佛跳牆)

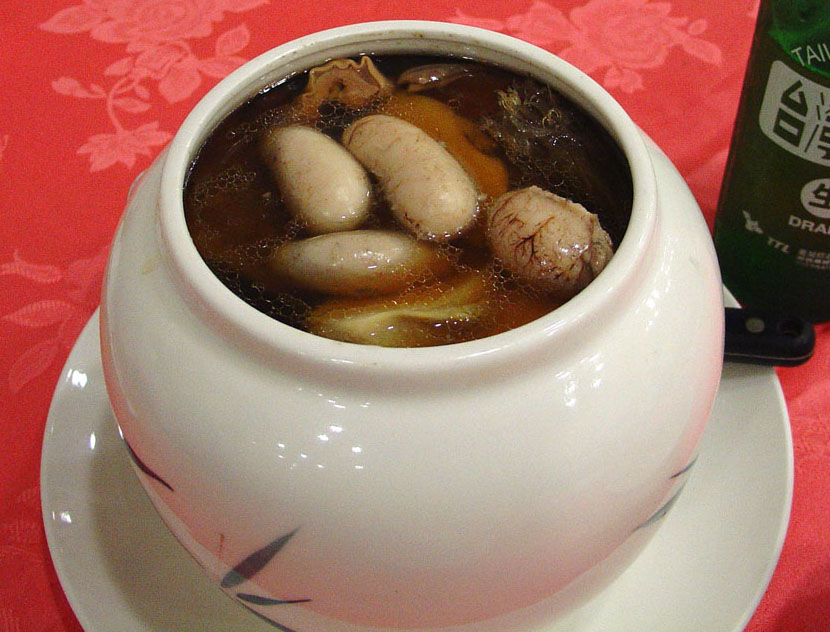
불도장 (佛跳牆)

불도장(중국어 간체자: 佛跳墙, 정체자: 佛跳牆, 병음: fó tiào qiáng 포탸오창[*])은 광둥(廣東)요리와 푸젠(福建)요리 식 위츠탕(상어 지느러미 국)의 한 형태이다. 청나라(1644-1912)때 처음 만들어진 이래로, 그 풍부한 맛과 다양한 고급 식재료의 사용과 특이한 요리방법으로 인해 중국 요리의 별미 중 하나로써 여겨져 왔다. 요리 이름의 의미는 "절의 수행승려가 담장을 넘는다."로써, 절에서 채식을 하는 승려조차도 육식을 하도록 꾀어낼 수 있을 정도의 맛을 가지고 있음을 의미한다. 불도장은 단백질과 칼슘을 많이 함유하고 있다.

## 주 재료
많은 육류 재료를 포함하고 있으며, 요리의 완성에는 하루 내지 이틀이 꼬박 소요된다. 일반적인 레시피에는 메추리알, 비둘기 알, 오리알, 죽순, 말린 해삼, 말린 전복, 말린 가리비, 상어 지느러미, 상어 입술, 생선 껍질, 생선 부레, 말린 새우, 오징어 채, 닭 가슴살, 집오리 고기, 진화 햄, 돼지 심줄, 돼지 등심, 고려인삼, 말린 용안 열매, 말린 표고버섯, 토란, 연와, 구기자, 소흥주(紹興酒), 굴, 소스 등을 포함하여 많은 재료가 필요하다. 일부 레시피에서 30가지에 달하는 주 재료와 12가지의 조미료를 사용하기도 한다. 사용되는 주된 식재의 거의 대부분이 건어물이며, 기름이 나오지 않도록 고기는 살코기 부분을 이용한다.
만드는 곳 마다 혹은 먹는 사람의 예산에 따라 사용되는 식재와 요리법이 조금씩 다르기 때문에 일정한 레시피가 있는 것은 아니며, 예산에 맞추어 식재의 준비에 2~3일에서 1주가 걸리므로 일반적으로 수일전에 요리점을 예산과 함께 예약하여야 한다.
발상지로 여겨지는 푸젠성 푸저우시에서는, 식재의 향이 사라지는 것을 막기 위해 항아리에 연꽃의 잎이나 얇은 종이로 만든 뚜껑을 덮어놓고 삶는다. 그 후 식탁에 올리기 직전 마지막으로 향을 첨가하기 위해, 뚜껑에 뚫린 작은 구멍에 술을 흘려넣은 후 조금 뜸을 들인 다음 식탁에서 뚜껑을 열게 되는데, 그 수프는 기름기 없이 투명한 형태이다.
현재 불도장을 먹을 수 있는 주된 장소로서 푸젠 성 푸저우 외에 대만과 홍콩이 유명하다. 푸저우에서는 원조로 여겨지는 취춘원(聚春園菜館)을 비롯해 많은 고급 레스토랑이나 호텔에서 예약하면 먹을 수 있다. 대만에서는 직접 재료를 구워서 조리하는 푸저우식 불도장이, 홍콩에서는 광둥 수프의 전통 수법인 항아리마다 열을 가하고 찌는 광둥식 불도장이 각각 발전해 왔다.

## 기원
불도장의 기원에 대해서 다양한 설이 존재한다.
그 중 하나는 청나라 시대에 걸어서 여행하던 한 학자에 관한 이야기이다. 그의 친구들과 함께 여행하던 중에, 학자는 여행동안 먹을 모든 음식을 술을 담는 토기에 담아 보관하였다. 이후 그가 식사를 할 때마다, 토기를 안에 들어있는 수많은 재료와 함께 모닥불에 데운 후에 먹었다. 그리고 그들이 푸젠성의 수도인 푸저우에 도착하였을 때 학자는 요리를 시작하였는데, 그 냄새가 승려들이 명상하고 있는 사원 근처로까지 퍼지게 되었다. 비록 승려는 고기를 먹지 못하도록 되어있지만, 그 중 한 승려가 냄새를 따라 담장을 넘어 학자가 요리하는 곳으로 이끌려 오게 되었다. 이때 여행자 친구들 중에 있던 시인 한명이 말하기를, "승려 조차도 이 맛있는 음식을 먹기위해 담을 넘는다(佛跳牆)."고 하였다.
또 다른 이야기로는, 약 130년 전 청나라 시대 푸저우의 관리가 집에서 손님을 대접하기 위해 닭고기, 집오리고기, 돼지고기 등 20가지에 달하는 재료를 준비하고 소흥주(紹興酒)를 더한 다음, 그것을 항아리에 삶은 고기 요리가 시초라고 한다. 손님으로 초대된 관리의 동행이었던 요리사인 정춘발(鄭春發)이 이 맛에 반하여 스스로 연구 개량하였는데, 많은 건어물을 더하면 맛이 좋다는 것을 발견하였다고 한다.
정춘발은 1877년에 푸저우 시내에 취춘원을 열고 개량을 계속해서 식객들 사이에 유명해지게 되었다. 그러던 중 글재주가 있던 손님 하나가 아직 음식에 정식명칭이 없던 것을 알고 "壜啓葷香飄四鄰, 佛聞棄禪跳墻來"(항아리를 열면 특별한 향기가 근처에 떠돌아서, 불가의 승려도 선(禪)을 버리고 담을 넘어온다)이라고 하는 구를 읊어 주었으며, 이로부터 불도장이라는 이름이 유래되었다고 한다.

## 중화인민공화국 이외 국가에서의 소비
대한민국에는 서울특별시 신라호텔에 있는 중식당 '팔선'의 주방장인 대만 화교 요리사 후덕죽(侯德竹)에 의해 1987년 처음 소개되었다. 이 요리는 대한민국에서 소비되는 한국식 중국 요리의 대세를 쓰촨(四川)요리에서 광둥(廣東)요리로 바꿔놓는데 중요한 역할을 하였다. 그러나 1989년에 조계종에서는 이 요리의 이름이 불경스럽다하여 판매를 반대하기도 하였는데, 비록 불도장은 잠시 사라졌었지만 이러한 논쟁은 대중사이에 요리에 대한 소문이 퍼지게 되는 계기가 되었고, 결국 요리가 유명해 지는 결과를 낳았다.
런던에 있는 중식당인 카이 메이페어(Kai Mayfair)는 2005년에 108파운드짜리 불도장을 선보이면서 "세계에서 가장 비싼 수프의 집"이라는 별칭으로 불리게 되었다. 그곳의 요리에는 상어 지느러미, 꽃버섯(Japanese flower mushroom), 해삼, 말린 전복, 닭, 후난(湖南) 햄, 돼지고기, 인삼 등의 재료가 사용된다.
일본에서는 고급 중화 요리점이나 요코하마 차이나타운에서 불도장을 접할 수 있다. 거의 대부분 예약이 필요하지만, 대중용이나 관광객 전용 레스토랑에서는 예약 없이 먹을 수 있도록 저렴한 간이요리로 만드는 곳도 있다.

## 같이 보기
- 해삼
- 위츠탕